# Operacja Kondor (film)
Operacja Kondor (fr. Opération Condor) nazwa francuskiego filmu dokumentalnego. W reżyserii Rodrigo Vasqueza z 2003 roku.

## O filmie
Autor filmu przedstawia losy kilku ofiar operacji, która była przeprowadzona przez południowo-amerykańskie junty Urugwaju, Paragwaju, Argentyny, Boliwii i Chile, przy wsparciu Brazylii. Operacja była zainicjowana przez reżimowy rząd Augusto Pinocheta w Chile. Film przedstawia również wypowiedzi osób dowodzących akcją, którzy nie wyrazili skruchy.      
Czas: 52 minuty.
Film tylko dla dorosłych.